# Моленар, Бартоломеус
Бартоломеус Янс Моленар (нидерл. Bartholomeus Jansz Molenaer, Bartholomeus Molenaer, Bartholomeus Molenaar, 1618, Харлем — 1650, Харлем) — голландский живописец, рисовальщик и гравёр, мастер картин бытового жанра «Золотого века» голландской живописи.

## Биография
Бартоломеус Моленар родился в бедной семье, в Харлеме около 1618 года в бедной семье. Его отец — портной Ян Минтсен Моленар (Jan Mientsen Molenaer) после неудачного первого брака в 1610 году женился во второй раз на Гритген Адриансдр (Grietgen Adriaensdr, ум. 1652). В семье было восемь детей — три дочери — Сиертруйт, Лючия и Мариетта и пять братьев — Ян — (старший сын, названный в честь отца), Адриан, Антоний, Бартоломеус и Клас. Двое его братьев также выбрали профессию художника. Старший брат — Ян Минсе Моленар — специализировался на портретах и бытовых сценах, младший — Клас Моленар — предпочитал пейзажи. В 1636 году отец художника, Ян Минтсен Моленар, умер, оставив семью в затруднительном финансовом положении.
4 сентября 1640 года Бартоломеус Моленар был принят в Гильдию Святого Луки в Харлеме. В 1641 году он женился на Куйнире Хендрикс Врие (Cuyniera Hendricx Vrije). От этого брака родилось четверо детей: Франс, Ян, Мария и Клас.
.

Пьющие крестьяне. Дерево, масло. Национальный музей Швеции, Стокгольм

В течение всей своей жизни Бартоломей поддерживал тесные связи со своим старшим братом Яном Минсе Моленаром, к тому времени более опытным и известным художником. Бартоломеус проживал в доме Яна на Lombaertsteech (теперь Lombardsteeg) в Харлеме, однако по некоторым источникам этот дом был приобретён Яном только в 1656 году, уже после смерти Бартоломеуса. Помещение для мастерской он арендовал в доме своей тёщи Маритге Класдр в Kleine Houtstraat.
Прожив всю свою жизнь в Харлеме, Бартоломеус Моленар умер в родном городе в первой половине сентября 1650 года.
Инвентаризация, выполненная 7 сентября 1650 года, зафиксировала задолженность Моленара своей тёще за восемнадцать месяцев аренды.
Имущество художника, включая его картины, в том числе изображение деревенской ярмарки с крестьянами, а также несколько работ его братьев, к этому времени находились в её доме.
Скромное содержание инвентаризации позволяет сделать вывод, что Бартоломей не был так успешен, как его брат Ян.

## Творчество
Бартоломеус Моленар изображал сцены из повседневной крестьянской жизни. Он писал крестьян в традиционных интерьерах и ситуациях — они курят, пьют, танцуют, поют и дерутся. Картины художника выполнены в слегка гротескном виде, характерном для нидерландской бытовой живописи XVII века.
На работы художника, особенно в ранний период его творчества, оказали влияние его современники, такие как Адриан Брауэр, Адриан ван Остаде, Франс Халс. Он также работал под влиянием своего старшего и более известного брата Яна Моленара.
В меньшей степени его творчество распространяется на портретный жанр и историческую живопись. Он также показал, что открыт для многих влияний, в том числе идей Северного Возрождения, проявившихся в искусстве Питера Брейгеля Старшего. Созданные Питером Брейгелем жанровые разновидности, стиль и манера живописи были популярны в Нидерландах в 20-х годах семнадцатого века и вызывали множество подражаний. Картины Моленара служат связующим звеном между брейгелевской традицией и последовавшим за ней искусством Яна Стена.
Работы Бартоломеуса Моленара имеются во многих музеях мира: Музее Среднего Рейна в Кобленце, в Национальном музее изобразительного искусства в Стокгольме и в Художественном музее Вустера, Национальном музее Кракова. В санкт-петербургском Эрмитаже, в отличие от произведений его братьев, имеется всего одна картина Бартоломеуса Моленара.

## Галерея

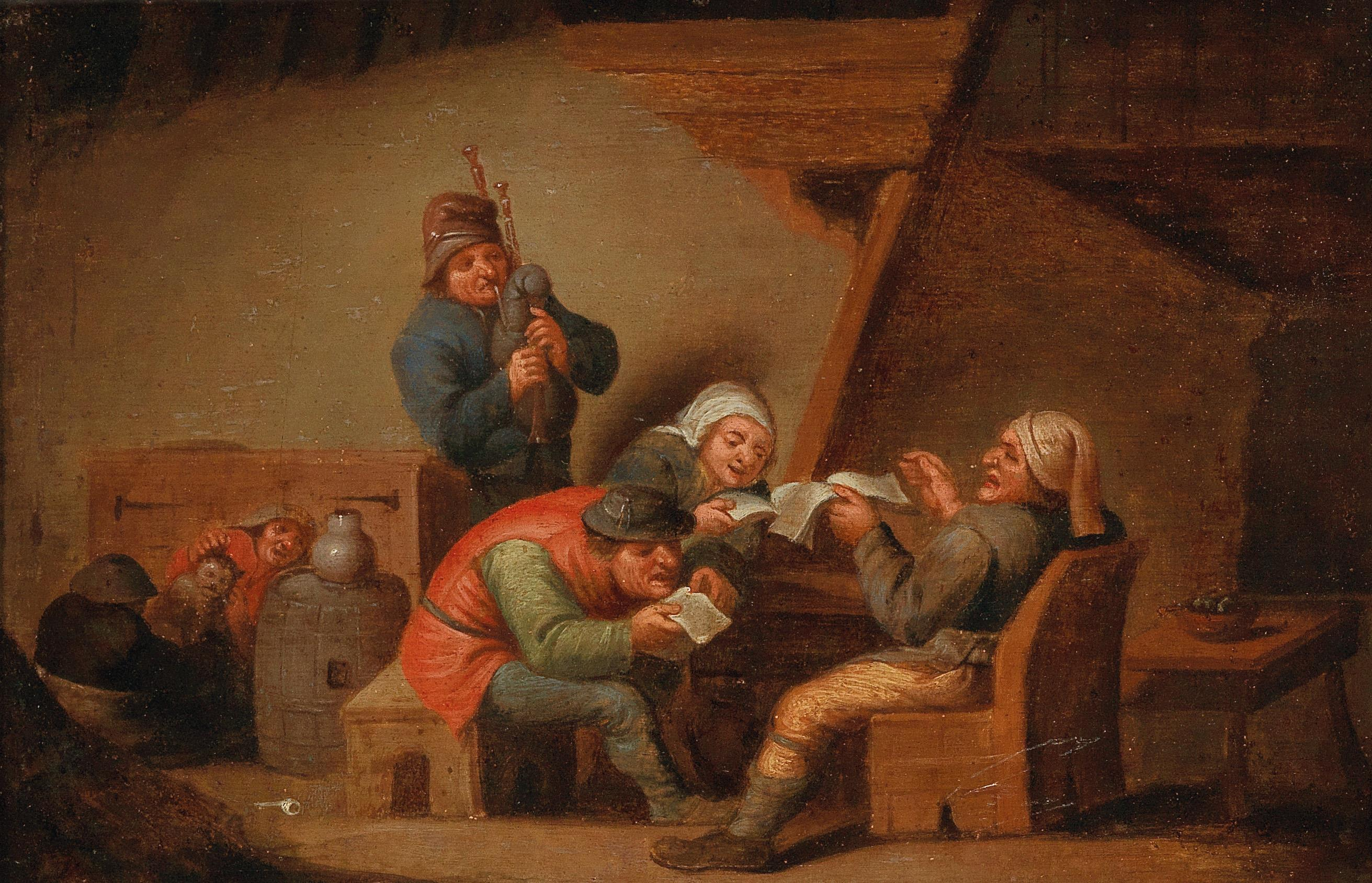
Поющие крестьяне. Ок. 1650. Дерево, масло. Частное собрание
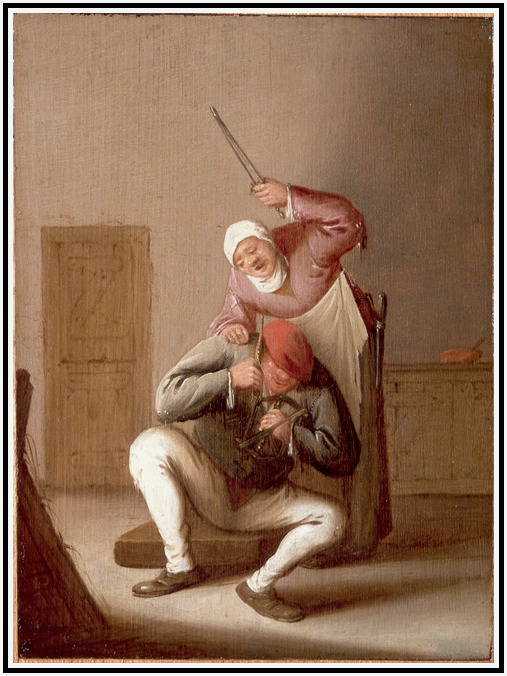
Женщина, бьющая мужчину. Между 1618 и 1650. Дерево, масло. Частное собрание
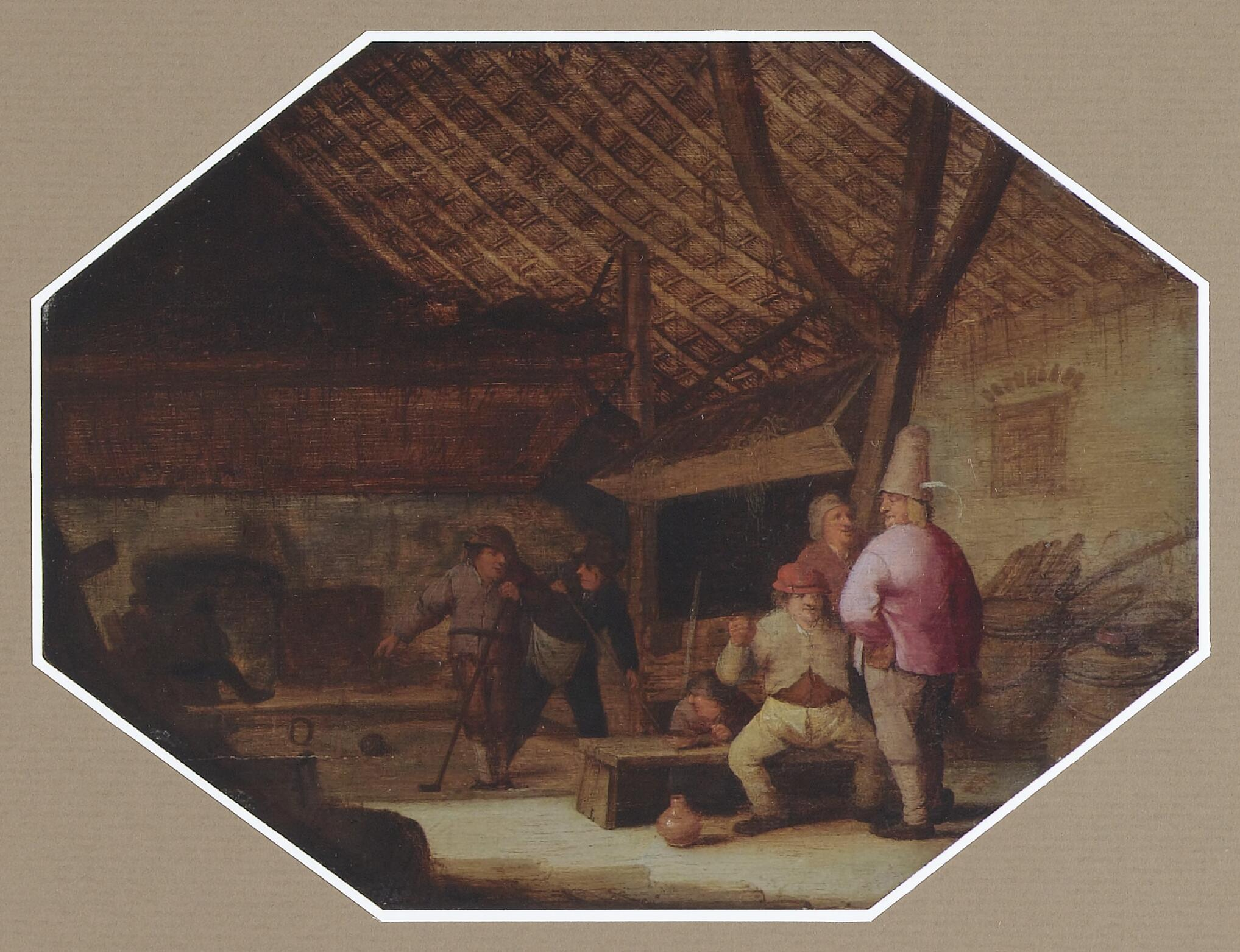
Крестьяне играют в мячи в строении, похожем на амбар. Между 1625 и 1650. Дерево, масло. Частное собрание
Сцена в таверне. Дерево, масло. Национальный музей изобразительных искусств, Стокгольм

## Проблемы атрибуции
Свои произведения Бартоломеус Моленар подписывал монограммой «B.Mr», а также инициалами других популярных художников своего времени, например, «B», «AB», как если бы картины были созданы Адрианом Брауэром, что было обычной практикой в то время, вызванной желанием дополнительного заработка.
Не сохранилось документов, дающих информацию для определения хронологии его работ. Это относится и к картинам его брата Яна. Кроме того, работы подражателей, переписчиков и его близких последователей затрудняют атрибуцию поздних картин Моленара. Это относится в частности к работам Энтони Викторинса (1620—1656).
Многие картины Бартоломеуса из-за их общей тематики весёлых сцен долгое время приписывали его брату — Яну Минсе Моленару.

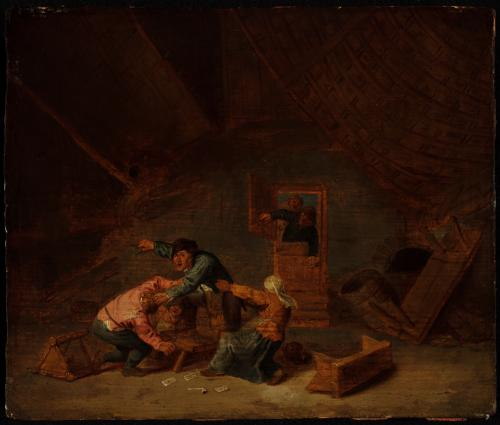
Драка в таверне. Подражание Адриан ван Остаде. 1646. Дерево, масло. Вустерский музей искусств, Вустер, Массачусетс, США
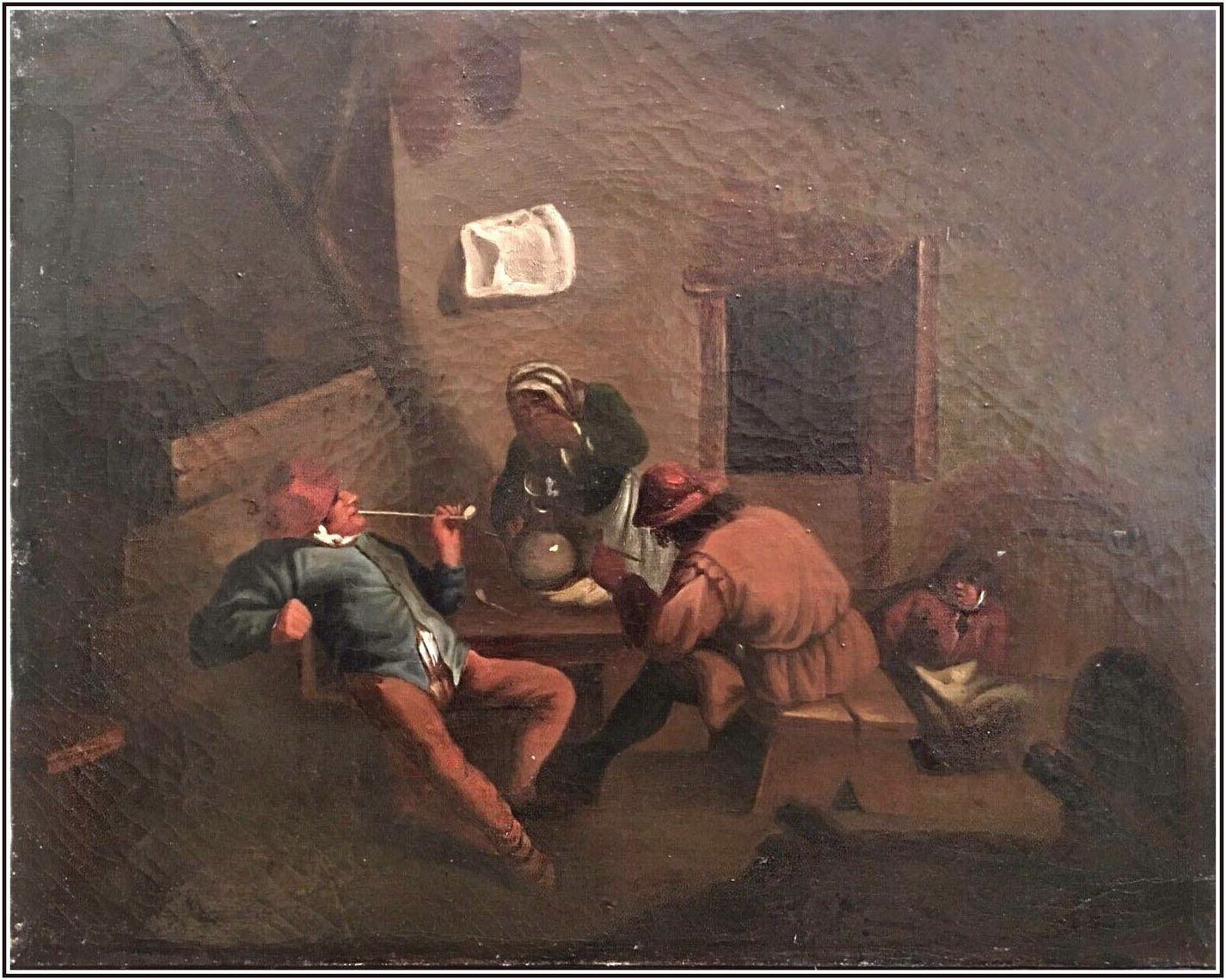
Крестьяне за ужином. Приписывается Энтони Викторинсу. Между 1620 и 1656
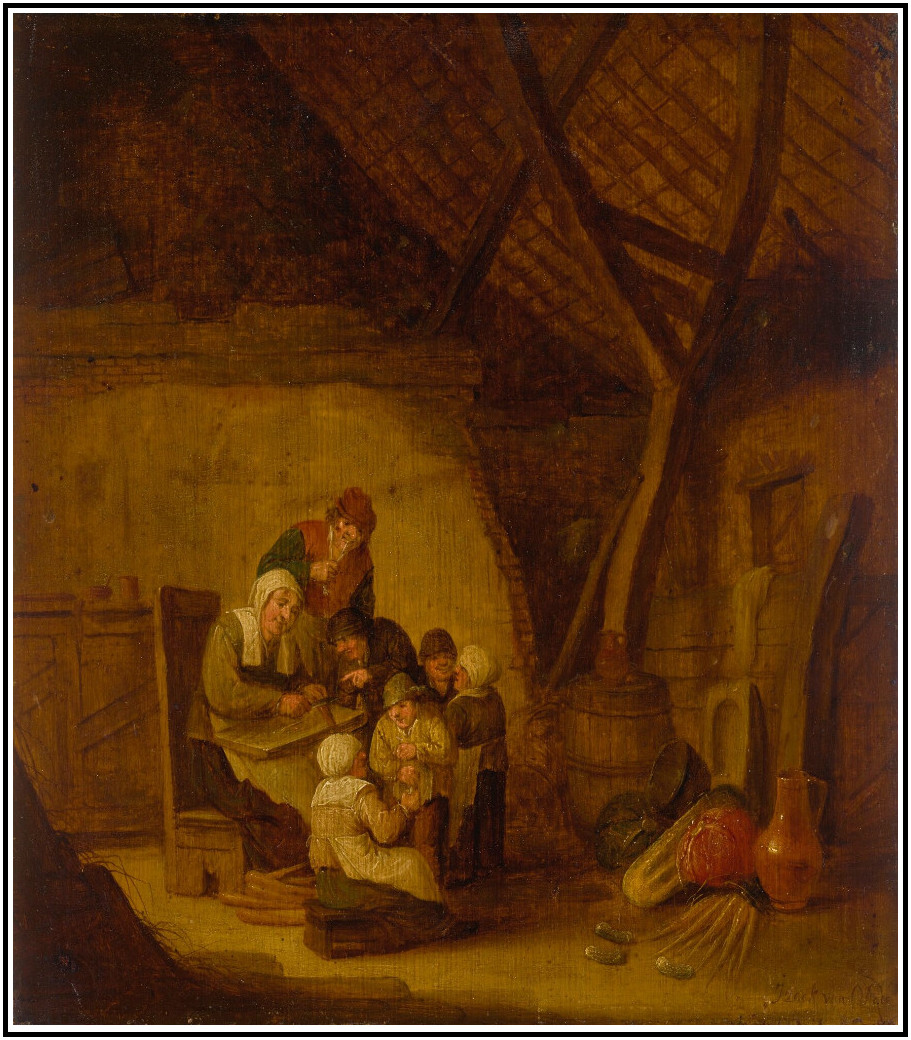
Сцена с группой крестьян. В правом нижнем углу имитация подписи Исаака ван Остаде. Между 1612 и 1650. Частное собрание
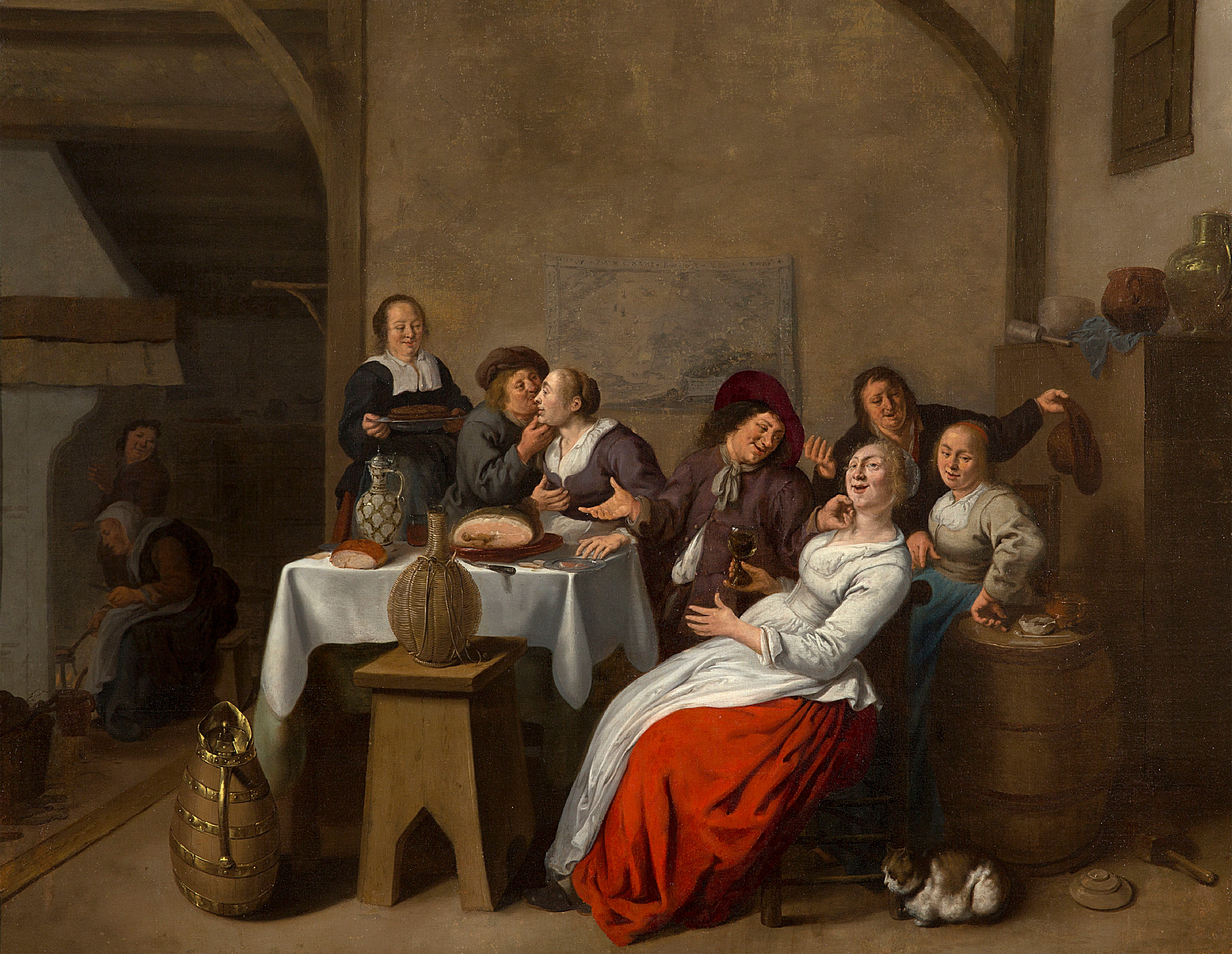
Весёлая компания в интерьере. Приписывается Б. Моленару. Частное собрание, Париж